# Henriette Friederica Elend
Henriette Friederica Elend, später von Ellendsheim, (* 2. Dezember 1741; † 31. Dezember 1808 in Kiel) war die Gründerin der Kieler Wohlfahrtseinrichtung Kieler Stadtkloster.

## Leben und Wirken
Henriette Friederica Elend, deren Geburtsort unbekannt ist, wuchs als einziges Kind des Juristen und Regierungsbeamten Gottfried Heinrich Elend und dessen Ehefrau Anna Elisabeth Augusta Müller in einem gutbürgerlichen Umfeld auf. Nachdem der Vater 1749 als Professor „von Elend“ in den Adelsstand erhoben worden war, trug sie auch den vom Vater gewählten Nachnamen „von Ellendsheim“.
Zeit ihres Lebens blieb Henriette Friederica von Ellendsheim sowohl unverheiratet als auch kinderlos. Sie starb Ende 1808 und wurde auf dem St.-Jürgen-Friedhof beigesetzt.

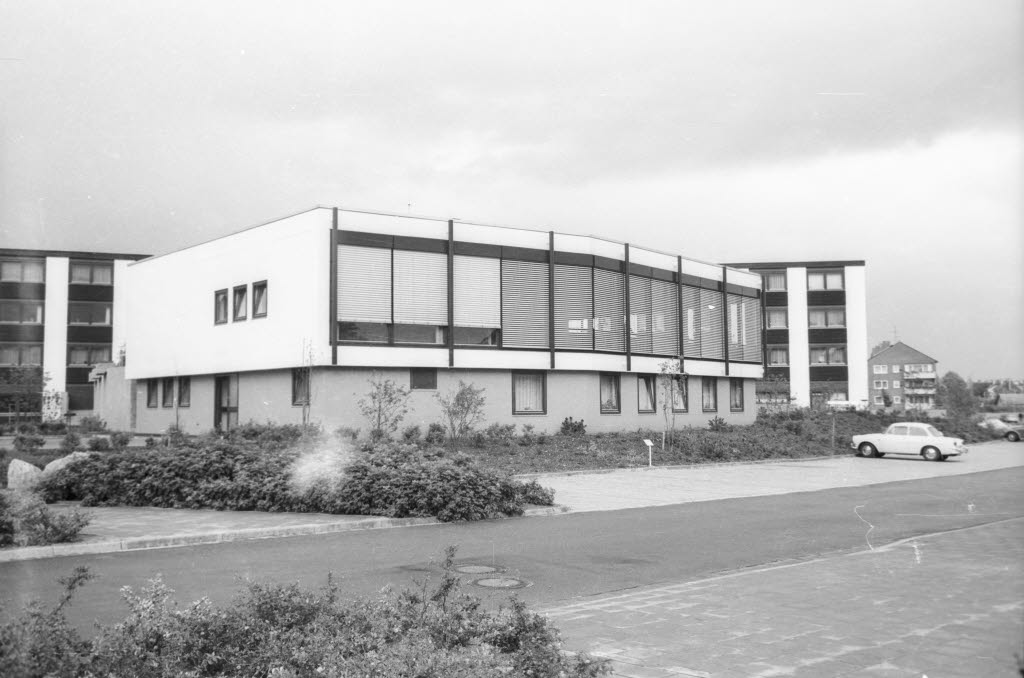
Friederica-von-Ellendsheim-Haus in der Christianistraße

Ihr persönliches Engagement galt verarmten, erkrankten und alten, mittellosen Menschen. Daher spendete sie in ihrem Testament eine hohe Summe für die Gründung einer entsprechenden Stiftung. Am 5. März 1808 legte von Ellendsheim in ihrem Testament fest, dass diese Stiftung für geheime Testamentsarme aus die Hälfte ihres Vermögens als Grundkapital erhalten sollte. Die andere Hälfte vermachte sie der Stadt Kiel. Als Auflage hierfür notierte sie, dass die vier bestehenden kleinen städtischen Armenklöster zu einem Stadtkloster zusammenzulegen, um diese durch die Stiftung effektiver verwalten und betrieben zu könnten. Pläne hierfür existierten bereits seit längerer Zeit, konnten aber aufgrund fehlenden Geldes nicht realisiert werden. Das heutige Kieler Stadtkloster wurde 1822 gegründet und feierte 2022 sein 200-jähriges Bestehen.
Nach ihr ist das Friederica-von Ellendsheim-Haus des Kieler Stadtklosters in der Christianistraße 10–12 in Kiel benannt.